# Нікі Тіппінс
Нікі Тіппінс (англ. Niki Tippins; нар. 15 травня 1976) — колишня новозеландська тенісистка.
Найвищу одиночну позицію світового рейтингу — 457 місце досягла 15 травня 2000, парну — 413 місце — 23 серпня 1999 року.
Завершила кар'єру 2005 року.

## Участь у Кубку Федерації

### Одиночний розряд
| Розіграш                                        | Стадія | Дата           | Місце                            | Супротивник       | Покриття | Суперниця      | W/L | Рахунок       |
| ----------------------------------------------- | ------ | -------------- | -------------------------------- | ----------------- | -------- | -------------- | --- | ------------- |
| Кубок Федерації 1999 зона Азії/Океанії, група I | R/R    | 26 лютого 1999 | Самутпракан (провінція), Таїланд | Гонконг           | Тверде   | Chan Lee       | W   | 6–1, 6–3      |
| Кубок Федерації 2000 зона Азії/Океанії, група I | R/R    | 26 квітня 2000 | Осака, Японія                    | Китайський Тайбей | Тверде   | Дай Ланьлань   | W   | 6–3, 3–6, 6–4 |
| Кубок Федерації 2000 зона Азії/Океанії, група I | R/R    | 27 квітня 2000 | Осака, Японія                    | Сінгапур          | Тверде   | Сімін Лю       | W   | 6–0, 6–0      |
| Кубок Федерації 2000 зона Азії/Океанії, група I | R/R    | 27 квітня 2000 | Осака, Японія                    | Китай             | Тверде   | Лі На          | L   | 2–6, 0–6      |
| Кубок Федерації 2000 зона Азії/Океанії, група I | R/R    | 29 квітня 2000 | Осака, Японія                    | Південна Корея    | Тверде   | Chae Kyung-yee | L   | 0–6, 2–6      |

### Парний розряд
| Розіграш                                        | Стадія | Дата           | Місце                            | Супротивник     | Покриття | Партнерка     | Суперниці                      | W/L | Рахунок  |
| ----------------------------------------------- | ------ | -------------- | -------------------------------- | --------------- | -------- | ------------- | ------------------------------ | --- | -------- |
| Кубок Федерації 1998 зона Азії/Океанії, група I | R/R    | 18 лютого 1998 | Самутпракан (провінція), Таїланд | Філіппіни]      | Тверде   | Шеллі Стефенс | Памела Флоро Дженніфер Сарет   | W   | 6–1, 6–2 |
| Кубок Федерації 1999 зона Азії/Океанії, група I | R/R    | 24 лютого 1999 | Самутпракан (провінція), Таїланд | Pacific Oceania | Тверде   | Рева Гадсон   | Davilyn Godinet Simone Wichman | W   | 6–1, 6–0 |